# Intercontinental Rally Challenge
Pour les articles homonymes, voir IRC.
Navigation
L'Intercontinental Rally Challenge (IRC) est un championnat de rallye automobile organisé par Eurosport Events (SRW Ltd.).
Cette série, essentiellement destinée à aguerrir de jeunes pilotes internationaux, regroupe dès son origine des voitures de groupe N et de groupe A jusqu'à 2 000 cm3.
Jean-Pierre Nicolas en fut le directeur FIA à ses débuts.
À compter de 2013, ce championnat fusionne avec celui du Championnat d'Europe des rallyes.

## Palmarès
| Saison |                      | Intercontinental Rally Challenge (IRC) | Intercontinental Rally Challenge (IRC) | Intercontinental Rally Challenge (IRC) | Intercontinental Rally Challenge (IRC) |                           | IRC 2WD Cup        | IRC 2WD Cup |  | IRC Production Cup | IRC Production Cup |
| Saison | Championnat pilotes  | Championnat pilotes                    | Championnat pilotes                    | Championnat constructeurs              | Championnat Pilote                     | Championnat constructeurs | Championnat Pilote |             |  |                    |                    |
| Saison | Pilote               | Copilote                               | Voiture                                | Championnat constructeurs              | Championnat Pilote                     | Championnat constructeurs | Championnat Pilote |             |  |                    |                    |
| 2012   | Andreas Mikkelsen    | Ola Fløene                             | Škoda Fabia S2000                      | Škoda                                  | Harry Hunt                             | Renault                   | Robert Consani     |             |  |                    |                    |
| 2011   | Andreas Mikkelsen    | Ola Fløene                             | Škoda Fabia S2000                      | Škoda                                  | Jean-Michel Raoux                      | Honda                     | Toshi Arai         |             |  |                    |                    |
| 2010   | Juho Hänninen        | Mikko Markkula (fi)                    | Škoda Fabia S2000                      | Škoda                                  | Harry Hunt                             | Ford                      | Pas de championnat |             |  |                    |                    |
| 2009   | Kris Meeke           | Paul Nagle                             | Peugeot 207 S2000                      | Peugeot                                | Denis Millet                           | Peugeot                   | Pas de championnat |             |  |                    |                    |
| 2008   | Nicolas Vouilloz     | Nicolas Klinger                        | Peugeot 207 S2000                      | Peugeot                                | Marco Cavigioli                        | Peugeot                   | Pas de championnat |             |  |                    |                    |
| 2007   | Enrique García Ojeda | Jordi Barrabès                         | Peugeot 207 S2000                      | Peugeot                                | Pas de championnat                     | Pas de championnat        | Pas de championnat |             |  |                    |                    |
| 2006   | Giandomenico Basso   | Mitia Dotta                            | Abarth Grande Punto S2000              | Abarth                                 | Pas de championnat                     | Pas de championnat        | Pas de championnat |             |  |                    |                    |

Remarques
- Jan Kopecký est quadruple vice-champion en 2009, 2010, 2011 (avec 1.5  points de retard), et 2012
- IRC Production Cup (2 éditions): 2011  Toshi Arai (Subaru Impreza STi R4), 2012:  Robert Consani (Renault Mégane RS, et Clio R3) (2e en 2WD Cup)

## Galerie photo des vainqueurs

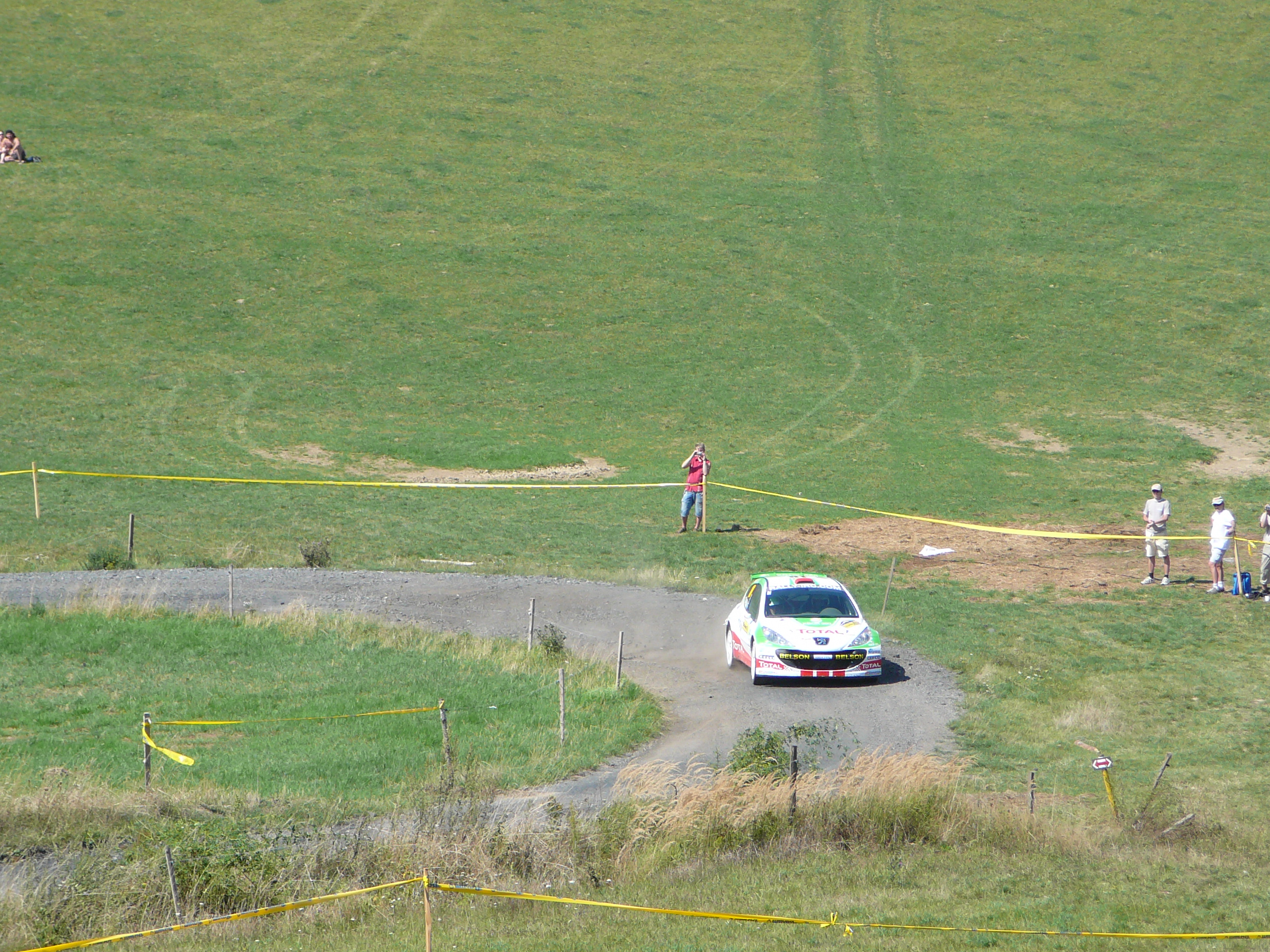
Vouilloz-Klinger, champions IRC 2008, ici au Barum Rally Zlín
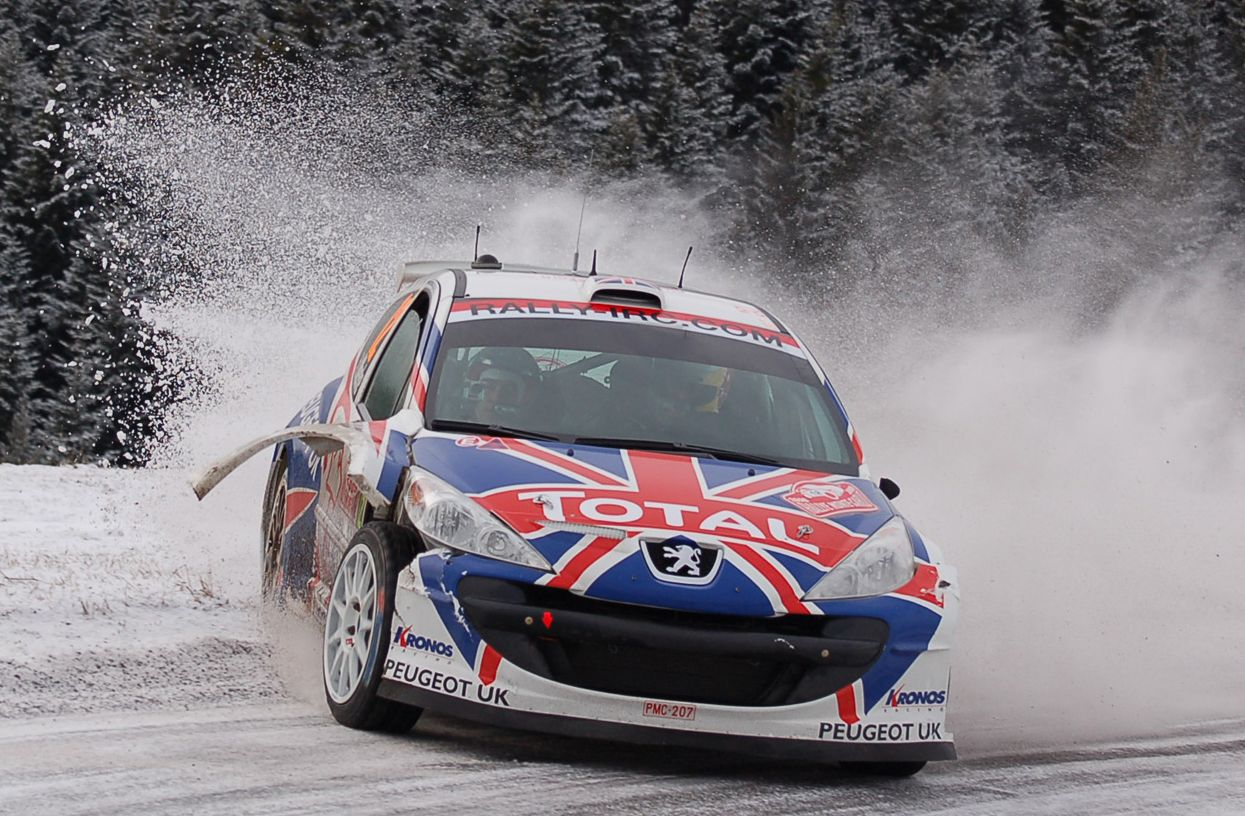
Meeke-Nagle, champions IRC 2009, ici au Monte-Carlo
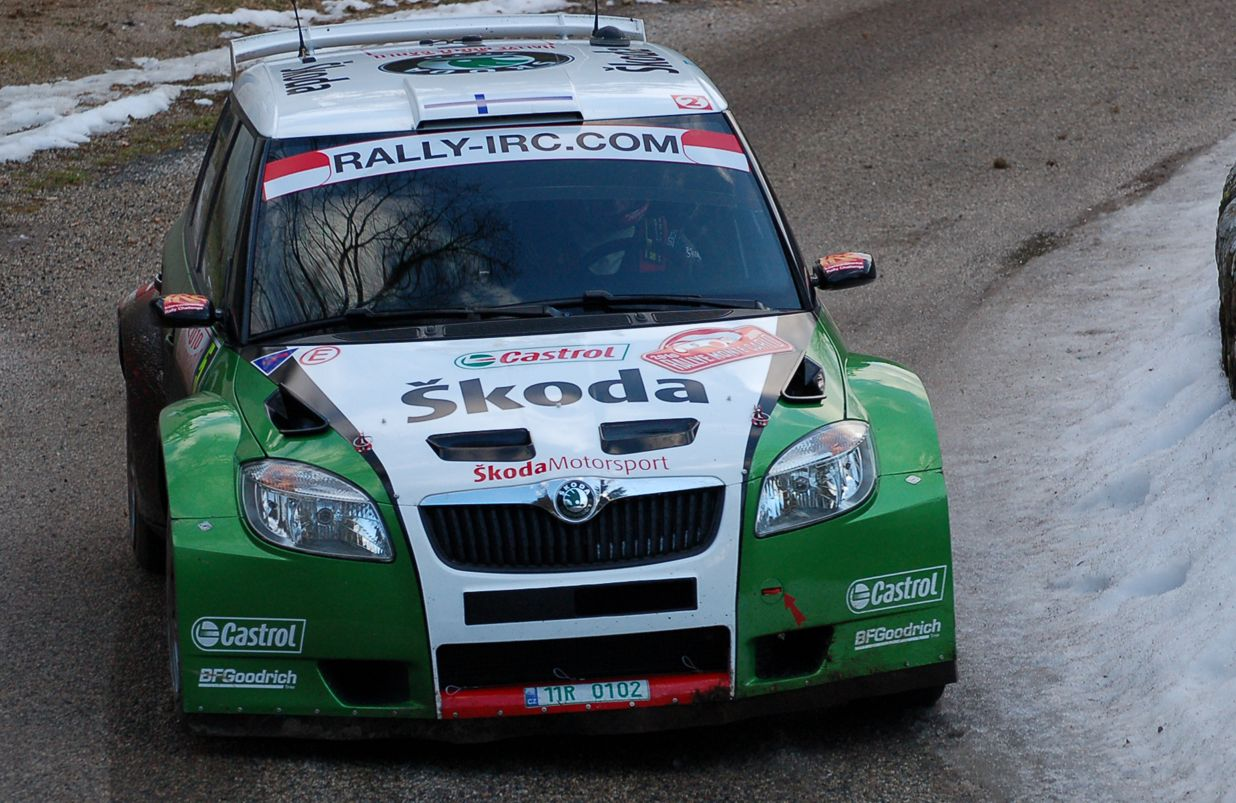
Hänninen-Markkula, champions IRC 2010, ici au Monte-Carlo
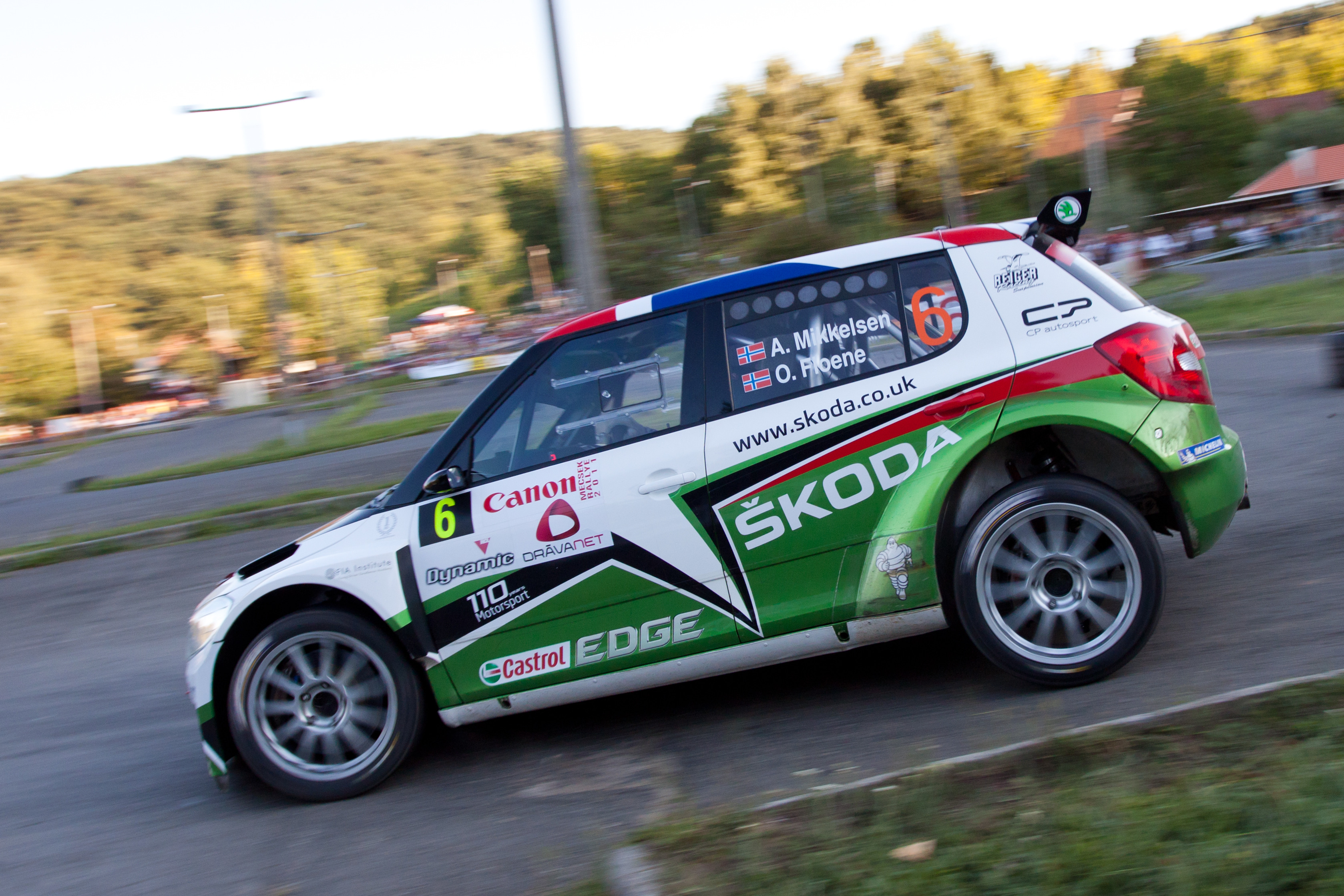
Mikkelsen-Fløene, champions 2011-2012, ici au Mecsek

## 29 épreuves comptabilisées en IRC de 2006 à 2012
(ordre chronologique d'apparition)
- Rallye Zoulou (2006);
- Rallye d'Ypres (2006 - 2012);
- Rallye de Madère (2006 - 2010);
- Rallye Sanremo (2006 - 2012);
- Rallye Safari (2007, 2009);
- Rallye de Turquie (2007);
- Rallye de Russie (2007 - 2009);
- Rallye de Zlín (2007 - 2012);
- Rallye du Valais (2007 - 2008);
- Rallye de Chine (2007 et 2008);
- Rallye d'Istanbul (2008);
- Rallye du Portugal (2008);
- Rallye des Asturies (2008 et 2009);
- Rallye de Curitiba (2009 et 2010);
- Rallye des Açores (2009 - 2012);
- Rallye d'Écosse (2009 - 2011);
- Rallye Monte-Carlo (2010 et 2011);
- Rallye d'Argentine (2010);
- Rallye des îles Canaries (2010 - 2012);
- Rallye de Sardaigne (2010);
- Rallye de Chypre (2010 - 2012);
- Tour de Corse (2011 et 2012);
- Rallye d'Ukraine (de Yalta) (2011 et 2012);
- Rallye de Hongrie (Mecsek) (2011);
- Circuit d'Irlande (2012);
- Rallye Targa Florio (2012);
- Rallye de Saint-Marin (2012);
- Rallye de Roumanie (de Sibiu) (2012);
- Rallye de Sliven (2012).

Remarques
- 10 épreuves ont aussi appartenu au WRC;
- Seuls les rallyes d'Ypres et de Sanremo ont été disputés à 7 reprises;
- Seul le Safari a été réintroduit;
- 4 épreuves différentes se sont disputées dans la péninsule italienne, et 3 au Portugal;
- 2 épreuves ont eu lieu en Amérique du Sud en 2010;
- En 2006 4 épreuves sont inscrites au championnat, en 2012 elles passent à 13.
- Giandomenico Basso a également été (double) champion d'Europe;
- L'IRC a été suivi à la télévision dans plus de vingt pays dans le monde entier, principalement européens. Il avait en 2011 une audience cumulée de 107,77 millions de téléspectateurs, chiffre qui représentait une hausse de 35 % par rapport à l'année 2010 qui a enregistré une audience globale de 79,22 millions. Les épreuves les plus regardées en 2011 ont été: le Rallye Monte-Carlo, avec 41,66 millions, Prime Yalta Rally, avec 13,84 millions, et le Tour de Corse avec 12,15 millions.

## Records et Statistiques
| Noms                 | Victoires | Podiums | Départs | E.S. | Points |
| -------------------- | --------- | ------- | ------- | ---- | ------ |
| Juho Hänninen        | 11        | 22      | 30      | 119  | 333    |
| Giandomenico Basso   | 8         | 14      | 33      | 64   | 184    |
| Jan Kopecký          | 7         | 23      | 38      | 83   | 398    |
| Freddy Loix          | 7         | 16      | 36      | 98   | 273    |
| Kris Meeke           | 5         | 9       | 20      | 73   | 99     |
| Nicolas Vouilloz     | 4         | 18      | 26      | 74   | 153    |
| Andreas Mikkelsen    | 4         | 12      | 28      | 99   | 355    |
| Luca Rossetti        | 4         | 8       | 17      | 26   | 83     |
| Thierry Neuville     | 2         | 5       | 17      | 25   | 127    |
| Nasser Al-Attiyah    | 2         | 2       | 4       | 11   | 60     |
| Paolo Andreucci      | 2         | 2       | 9       | 14   | 56     |
| Dimitar Iliev        | 1         | 1       | 5       | 6    | 27     |
| Yagiz Avci           | 1         | 1       | 5       | 2    | 35     |
| Dani Sordo           | 1         | 1       | 1       | 3    | 25     |
| Bryan Bouffier       | 1         | 6       | 23      | 21   | 149    |
| Bruno Magalhães      | 1         | 3       | 25      | 25   | 81     |
| Mikko Hirvonen       | 1         | 1       | 1       | 3    | 10     |
| Guy Wilks            | 1         | 5       | 26      | 21   | 89     |
| Carl Tundo           | 1         | 1       | 1       | 1    | 10     |
| Sébastien Ogier      | 1         | 1       | 3       | 8    | 10     |
| Jarkko Miettinen     | 1         | 1       | 1       | 3    | 10     |
| David Higgins        | 1         | 1       | 1       | 7    | 10     |
| Anton Alén           | 1         | 3       | 15      | 10   | 39     |
| Andrea Navarra       | 1         | 3       | 11      | 3    | 35     |
| Alister McRae        | 1         | 2       | 5       | 0    | 18     |
| Enrique García Ojeda | 0         | 6       | 13      | 7    | 54     |

| # | Noms                           | Victoires |
| - | ------------------------------ | --------- |
| 1 | Škoda Fabia S2000              | 27        |
| 2 | Peugeot 207 S2000              | 23        |
| 3 | Fiat Abarth Grande Punto S2000 | 9         |
| 4 | Ford Fiesta RRC                | 3         |
| 4 | Ford Fiesta S2000              | 3         |
| 4 | Mitsubishi Lancer Evo IX       | 3         |
| 7 | Mini John Cooper Works RRC     | 1         |
| 7 | Mitsubishi Lancer Evo VIII     | 1         |

| # | Noms                                 | Victoires |
| - | ------------------------------------ | --------- |
| 1 | Škoda Motorsport (groupe Volkswagen) | 27        |
| 2 | Peugeot (groupe PSA)                 | 23        |
| 3 | Abarth (groupe Fiat)                 | 9         |
| 4 | Ford                                 | 6         |
| 5 | Mitsubishi                           | 4         |
| 6 | Mini (groupe BMW)                    | 1         |

## Liste des épreuves de l'Intercontinental Rally Challenge
| Pays                        | Rallye                                        | Ville organisatrice (PC) | Surface                   | Année(s)    |
| --------------------------- | --------------------------------------------- | ------------------------ | ------------------------- | ----------- |
| Afrique du Sud              | Zulu Rally South Africa                       | Durban                   | Terre                     | 2006        |
| Argentine                   | Rallye d'Argentine                            | Córdoba                  | Terre                     | 2010        |
| Belgique                    | Rallye d'Ypres                                | Ypres                    | Asphalte[réf. nécessaire] | 2006 - 2012 |
| Brésil                      | Rallye Internacional de Curitiba              | Curitiba                 | Terre                     | 2009 - 2010 |
| Bulgarie                    | Rallye de Sliven                              | Sliven                   | Asphalte                  | 2012        |
| Chine                       | Rallye de Chine                               | Guangdong                | Terre                     | 2007 - 2008 |
| Chypre                      | Rallye de Chypre                              | Limassol                 | Asphalte / Terre          | 2010 - 2012 |
| Écosse                      | Rally Scotland                                | Perth                    | Terre                     | 2009 - 2011 |
| Espagne                     | Rallye Principe de Asturias                   | Oviedo                   | Asphalte                  | 2008 - 2009 |
| Espagne                     | Rally Islas Canarias - Trofeo El Corte Inglés | Las Palmas               | Asphalte                  | 2010 - 2012 |
| France                      | Tour de Corse                                 | Ajaccio                  | Asphalte                  | 2011 - 2012 |
| Hongrie                     | Mecsek Rallye                                 | Pécs                     | Asphalte                  | 2011        |
| / Irlande / Irlande du Nord | Circuit of Ireland Rally                      | Armagh                   | Asphalte                  | 2012        |
| Italie                      | Rallye Sanremo                                | Sanremo                  | Asphalte                  | 2006 - 2012 |
| Italie                      | Rally d'Italia Sardegna                       | Olbia                    | Terre                     | 2010        |
| Italie                      | Rally Targa Florio                            | Palerme                  | Asphalte                  | 2012        |
| Kenya                       | Rallye Safari                                 | Nairobi                  | Terre                     | 2007, 2009  |
| Monaco / France             | Rallye Monte-Carlo                            | Monte-Carlo/Valence      | Asphalte et gel / Neige   | 2009 - 2011 |
| Portugal                    | Rali Vinho da Madeira                         | Funchal                  | Asphalte                  | 2006 - 2010 |
| Portugal                    | Sata Rally Açores                             | Ponta Delgada            | Terre                     | 2009 - 2012 |
| Portugal                    | Rali de Portugal                              | Vilamoura                | Terre                     | 2008        |
| Roumanie                    | Sibiu Rally Romania                           | Sibiu                    | Terre                     | 2012        |
| Russie                      | Rally Russia                                  | Vyborg                   | Terre                     | 2007 - 2009 |
| République de Saint-Marin   | Rally San Marino                              | Saint-Marin              | Terre                     | 2012        |
| Suisse                      | Rallye International du Valais                | Valais                   | Asphalte                  | 2007 - 2008 |
| Tchéquie                    | Barum Rally Zlín                              | Zlín                     | Asphalte                  | 2007 - 2012 |
| Turquie                     | Rally of Turkey                               | Antalya                  | Terre                     | 2007        |
| Turquie                     | Istanbul Rally                                | Istanbul                 | Terre                     | 2008        |
| Ukraine                     | Prime Yalta Rally                             | Yalta                    | Asphalte                  | 2011 - 2012 |

### Calendrier par saison
| Rang | 2006                | 2007            | 2008            | 2009            | 2010               | 2011             | 2012             |
| ---- | ------------------- | --------------- | --------------- | --------------- | ------------------ | ---------------- | ---------------- |
| 1    | Zoulou / Af. du Sud | Safari          | Istanbul        | / Monte Carlo   | / Monte Carlo      | / Monte Carlo    | Açores           |
| 2    | Ypres               | Turquie         | Portugal        | Curitiba        | Curitiba           | Canaries         | Canaries         |
| 3    | Madère              | Ypres           | Ypres           | Safari          | Argentine          | Corse            | / Irlande        |
| 4    | San Remo            | Russie          | Russie          | Açores          | Canaries           | Yalta            | Corse            |
| 5    |                     | Madère          | Madère          | Ypres           | Sardaigne / Italie | Ypres            | Targa Florio     |
| 6    |                     | Zlín / Tchéquie | Zlín / Tchéquie | Russie          | Ypres              | Açores           | Ypres            |
| 7    |                     | San Remo        | Asturies        | Madère          | Açores             | Zlín / Tchéquie  | Saint-Marin      |
| 8    |                     | Valais          | San Remo        | Zlín / Tchéquie | Madère             | Mecsek / Hongrie | Sibiu / Roumanie |
| 9    |                     | Chine           | Valais          | Asturies        | Zlín / Tchéquie    | San Remo         | Zlín / Tchéquie  |
| 10   |                     |                 | Chine           | San Remo        | San Remo           | Écosse           | Yalta            |
| 11   |                     |                 |                 | Écosse          | Écosse             | Chypre           | Sliven           |
| 12   |                     |                 |                 |                 | Chypre             |                  | San Remo         |
| 13   |                     |                 |                 |                 |                    |                  | Chypre           |